# Tanja Vrbat
Tanja Vrbat Grgić (ur. 18 czerwca 1979 w Koprze, Słowenia) – chorwacka polityk, samorządowiec i politolog, posłanka krajowa i obserwatorka w Parlamencie Europejskim (2012–2013).

## Życiorys
Ukończyła studia politologiczne na Uniwersytecie w Trieście. Rozpoczęła później studia doktoranckie z zakresu prawa na Uniwersytecie w Zagrzebiu.
Związała się z Socjaldemokratyczną Partią Chorwacji. Działała w jej młodzieżówce Forum mladih SDP-a, będąc członkiem jej egzekutywy i sekretarzem ds. międzynarodowych. Została przewodniczącą SDP w miejscowości Umag, gdzie zamieszkała, zasiadła także w tamtejszej radzie miejskiej. W 2006 wybrano ją również wiceprzewodniczącą międzynarodowej organizacji młodzieżowej socjalistów.
W wyborach parlamentarnych w 2007, 2011 i 2015 uzyskiwała mandat w Zgromadzeniu Chorwackim, była tam m.in. wiceprzewodniczącą komitetu ds. współpracy międzyparlamentarnej. Od marca 2012 do września 2013 była reprezentantką Chorwacji w Zgromadzeniu Parlamentarnym Rady Europy. Od kwietnia 2012 do czerwca 2013 miała status obserwatorki w Parlamencie Europejskim. W tym gremium zasiadła w Komitecie ds. Konstytucyjnych, przystąpiła do Postępowego Sojuszu Socjalistów i Demokratów (S&D). W 2014 nie ubiegała się o mandat eurodeputowanej. Po wyborach w 2016 nie znalazła się w krajowym parlamencie.